# Старское (озеро)
Ста́рское (также Левочка, Левочское) — озеро в Хвойнинском муниципальном округе на северо-востоке Новгородской области, в 78 километрах к северо-востоку от Боровичей. Площадь — 5,22 км², площадь водосбора — 190 км², длина — 6,8 км, ширина до 0,8 км. Высота над уровнем моря — 156 метра.

## Описание
Старское озеро находится на северо-востоке Валдайской возвышенности. Имеет удлинённую форму, вытянутую с юга на север. Из северной части озера вытекает река Левочка, правый приток реки Кобожа. На юге в озеро впадает река Пшевка, а на востоке — Муравьиха. На озере более десятка островов, крупнейшие из которых: Долгий, Круглый, Клочёк, Боровой, Брюшневский и Свитский.
На берегах озера расположено несколько деревень: Яковлево, Прокшино, Старое, Ильино.
Озеро богато рыбой, в нём обитают карась, карп, щука, плотва.